# P-Square
P-Square, nés le 18 novembre 1981, est un groupe de hip-hop nigérian, originaire de Lagos. Il est composé des frères jumeaux Peter et Paul Okoye.

## Biographie

### Jeunesse et formation
Les jumeaux Okoye sont scolarisés au St. Murumba College, un établissement catholique situé à Jos. Ils rejoignent la troupe de théâtre de l'école, chantent a cappella dans un quartet intitulé MMMPP. Au sein du groupe Smooth Criminals, qu'ils fondent en 1997, ils pratiquent le break dance et miment les chansons d'artistes comme MC Hammer et Bobby Brown, et de leur  idole  Michael Jackson. Peter et Paul Okoye étudient la gestion administrative et commerciale à l'Université d'Abuja.

### Carrière musicale
Les frères se font connaître en 2001 en participant à un concours de jeunes talents. Last Nite, le premier album de P-Square, sort en 2003. Ils sont nommés aux trophées Kora de la musique africaine dans la catégorie « groupe africain le plus prometteur ». Deux ans plus tard, Square Records édite Get Squared, dont les ventes atteignent les 10 millions d'exemplaires et qui est sacré album de l'année en 2006 aux Nigerian Music Awards. En 2007 paraît un troisième album de P-Square, Game Over, auquel participe 2face Idibia. En 2008, ils sont nommés dans cinq catégories (meilleur groupe, meilleure prestation live, meilleur artiste R&B, meilleur clip et artiste de l'année) lors des MTV Africa Music Awards et reçoivent le prix du meilleur groupe de l'année.
Au début des années 2010, le duo fait partie des artistes les plus célèbres d'Afrique. Lors des Kora Awards 2010, ils remportent le « grand prix », une récompense dotée d'un million de dollars, et le prix du meilleur vidéo clip. En décembre 2011, ils sont signés par le label Konvict Muzik, fondé par le chanteur américano-sénégalais Akon. La même année sort leur cinquième album, The Invasion. Leur chanson Shekini sortie en novembre 2014 connait un grand succès auprès des marocains après qu'un membre ait mis une parodie de la chanson qu'il a intitulé Hek lili nifi, qui signifie « gratte moi le nez », une parodie qui a fait plus de 10 Millions de vues en un mois.

## Style musical
Les jumeaux Okoye s'inspirent d'artistes américains de RnB et de hip-hop, comme Eminem et R. Kelly.
Peter Okoye est responsable de leurs chorégraphies. Il joue de la guitare et de la batterie. Son jumeau Paul, le compositeur du groupe, joue du piano.

## Discographie

### Albums studio
- 2003 : Last Nite (Timbuk2)
- 2005 : Get Squared (Square Records)
- 2007 : Game Over (Square Records)
- 2009 : Danger (Square Records)
- 2011 : The Invasion (Square Records)
- 2013 : Double Trouble (Square Records)

### Compilation
- 2013 : Greatest Hits (Square Records)

### Singles
- 2005 : Bizzy Body
- 2005 : Oga Police
- 2007 : No One Like You
- 2007 : Do Me
- 2009 : I Love U
- 2009 : E No Easy
- 2012 : Alingo
- 2012 : Chop my Money ( Akon avec Kelvin Kiansosa)
- 2012 : Beautiful Onyinye (avec Rick Ross)
- 2013 : Personally
- 2015 : kiss kiss feat Kelvin Kiansosa

### Collaborations
- 2012 : Positif de Matt Houston
- 2015 :  Getting Down de Mokobé

## Distinctions

### MTV Europe Music Awards
| Année | Nommé    | Prix                     | Résultat   |
| ----- | -------- | ------------------------ | ---------- |
| 2013  | P-Square | Meilleur groupe africain | Nomination |
| 2015  | P-Square | Groupe de la décennie    | Nomination |
| 2015  | P-Square | Meilleur groupe          | Nomination |

### Soul Train Music Awards
| Année | Nommé      | Prix                                 | Résultat   |
| ----- | ---------- | ------------------------------------ | ---------- |
| 2013  | Personally | Meilleure performance internationale | Nomination |

### The Headies
| Année | Nommé       | Prix                   | Résultat |
| ----- | ----------- | ---------------------- | -------- |
| 2006  | Get Squared | Meilleur album pop/RnB | Lauréat  |
| 2006  | Get Squared | Album de l'année       | Lauréat  |
| 2006  | Get Squared | Meilleur clip          | Lauréat  |
| 2006  | Bizzy Body  | Chanson de l'année     | Lauréat  |
| 2006  | P-Square    | Groupe de l'année      | Lauréat  |

### City Mag 9th Awards Show
| Année | Nommé    | Prix                       | Résultat |
| ----- | -------- | -------------------------- | -------- |
| 2006  | P-Square | Meilleur groupe de hip-hop | Lauréat  |

### Nigerian Music Awards (NMA)
| Année | Nommé       | Prix             | Résultat |
| ----- | ----------- | ---------------- | -------- |
| 2006  | Get Squared | Album de l'année | Lauréat  |
| 2006  | Get Squared | Clip de l'année  | Lauréat  |

### Channel O Music Video Awards
| Année | Nommé    | Prix                                 | Résultat   |
| ----- | -------- | ------------------------------------ | ---------- |
| 2007  | P-Square | Meilleur groupe ou duo               | Lauréat    |
| 2008  | P-Square | Meilleur groupe ou duo               | Lauréat    |
| 2008  | Do Me    | Vidéo de l'année                     | Lauréat    |
| 2012  | P-Square | "Most Gifted Group of the Year"      | Lauréat    |
| 2013  | Alingo   | "Most Gifted African (West) Video"   | Lauréat    |
| 2013  | Alingo   | Meilleure vidéo généreuse de l'année | Nomination |

### MTV Africa Music Awards
| Année | Nommé      | Prix                           | Résultat   |
| ----- | ---------- | ------------------------------ | ---------- |
| 2008  | P-Square   | Meilleur groupe                | Lauréat    |
| 2008  | P-Square   | Groupe de l'année              | Nomination |
| 2008  | P-Square   | Meilleur RnB                   | Nomination |
| 2008  | Roll It    | Meilleure vidéo                | Nomination |
| 2009  | P-Square   | Meilleur groupe                | Lauréat    |
| 2009  | P-Square   | Meilleure performance scénique | Nomination |
| 2014  | P-Square   | Meilleur groupe                | Nomination |
| 2014  | P-Square   | Artist of the Year             | Nomination |
| 2014  | Personally | Chanson de l'année             | Nomination |

### KORA Awards
| Année | Nommé    | Prix                               | Résultat   |
| ----- | -------- | ---------------------------------- | ---------- |
| 2003  | P-Square | Groupe africain le plus prometteur | Nomination |
| 2010  | P-Square | Artiste de l'année                 | Lauréat    |

### Lil Perry Productions
| Année | Nommé    | Prix                  | Résultat |
| ----- | -------- | --------------------- | -------- |
| 2010  | P-Square | Producteur de l'année |          |

### MOBO Awards
| Année | Nommé    | Prix                     | Résultat   |
| ----- | -------- | ------------------------ | ---------- |
| 2006  | P-Square | Meilleur groupe africain | Nomination |
| 2008  | P-Square | Meilleur groupe africain | Nomination |
| 2010  | P-Square | Meilleur groupe africain | Nomination |
| 2012  | P-Square | Meilleur groupe africain | Nomination |

### BET Awards
| Année | Nommé    | Prix                          | Résultat   |
| ----- | -------- | ----------------------------- | ---------- |
| 2010  | P-Square | Meilleur groupe international | Nomination |

### Ghana Music Awards
| 2014 | P-Square | Artiste africain de l'année | Nomination |
| 2013 | P-Square | Artiste africain de l'année | Nomination |